# Summer Dreams
Summer Dreams (in originale Cœur Océan) è una serie televisiva francese, ideata da Cécile Berger e Séverine Bosschem, e trasmessa originariamente dal 31 luglio 2006 dall'emittente France 2. Questa serie segue varie vicende ed intrecci amorosi di alcuni ragazzi riuniti sull'Isola di Ré.
In Italia viene trasmessa da Italia 1, Mya e La5.

## Trama generale

### Prima stagione
La serie segue le vicende sentimentali di un gruppo di adolescenti francesi durante le loro vacanze estive sull'Isola di Ré, nell'Oceano Atlantico. La prima stagione seguirà il tormentato rapporto tra Pierre (Raphaël Goldman) e Daphné (Caroline Guérin). Tre amici, Pierre, Alex e Mattéo, tornano sull'isola come ogni estate. Conoscono due ragazze: Daphné e Cynthia. Pierre si fidanzerà con Daphné e Cynthia con Alex. Mattèo, che inizialmente era innamorato di Cynthia, la lascia perdere perché la madre di Cynthia ha acquistato la casa della nonna del ragazzo, rendendola moderna. Arriverà, sull'isola, Étienne, fratellastro di Pierre, che si fidanzerà con Daphné suscitando scompiglio tra lui e Pierre. Étienne chiede a Daphné di accompagnarlo in Argentina. In un primo momento lei accetta, ma poi scopre che Étienne ha un figlio da Virginie, sua ex compagna. Daphné non parte più e ritorna con Pierre, mentre Cynthia si fidanza con Mattéo. Léna, sorella minore di Pierre, dimentica Mattéo e si mette con Sigismond.

### Seconda stagione
La seconda stagione avrà come protagonisti, oltre a quelli della prima serie, Raphaël, Eleonore, Melvil, Luis, Alexis, mentre Pierre, Victoria e Alex non ci saranno. Mattéo e Pierre si riuniscono sull'isola per festeggiare il matrimonio di Virginie ed Étienne (che è ancora innamorato di Daphné). Pierre e Daphné si sono lasciati, ma lei è pronta a riconquistarlo. Lui, però, ha una nuova ragazza: Giava, che è la cantante del suo gruppo. I due, dopo il matrimonio, partono per la Grecia, poiché il ragazzo non può stare vicino a Daphné: è impegnato con Giava. Daphné rischia di affogare e viene salvata da Eleonore: è così che la conosce. La ragazza ha un fratello, Alexis, il quale è malato di cuore, per questo Daphné non è molto propensa a frequentarlo. Intanto è arrivata a casa di Léna, Sharon, sua amica di penna. Dopo che Léna si sarà dimostrata ostile nei suoi confronti, Sharon decide di seguire la ragazza in spiaggia, dove, però, trova Sigismond, il quale ci prova con lei. Un altro nuovo personaggio è Raphaël, ragazzo tuttofare e figlio della proprietaria della villa che Étienne ha affittato per i ragazzi. Dopo l'intromissione di Eleonore, Daphné si fidanzerà con Alexis, mentre Mattéo lascerà - in un primo momento - Cynthia poiché non riesce mai a cavarsela da sola e lo fa licenziare dal suo lavoro in pescheria, ma poi la perdona. Il loro rapporto è tormentato a causa di Eleonore, che Mattéo conosce per caso. I due si baciano, ma la ragazza non sa di Cynthia. Eleonore chiede, infatti, a Mattéo di scegliere tra lei e la sua ragazza.
Intanto arriva sull'isola il fratello minore di Mattéo, Luis, grande studioso di architettura che il fratello non sopporta. Le loro divergenze, in parte, svaniranno grazie a Cynthia. Léna e Sharon diventeranno amiche e si vendicheranno su Sigismond, facendolo spogliare e nascondendogli i vestiti. A questo punto entra in scena un nuovo personaggio: Melvil. È il cugino di Pierre e Léna, ed è stato in prigione sei mesi per aver provocato una rissa; era comparso già nella prima puntata della seconda serie, quando dà il suo numero di telefono a Daphné durante il brunch del matrimonio. Melvil ne è affascinato e la corteggia, Daphné, dal canto suo, gli dà un bacio dopo la cena dai Tàilland, i genitori di Pierre e Léna. Léna si è innamorata di Raphaël ed anche lui la ricambia i quali poi dopo tempo si fidanzano, il giorno prima della partenza di Léna e Sharon, Raphaël e Léna copulano: per lei è la prima volta. Sharon, invece, è attratta da Luis. Mattéo riesce finalmente a confessare a Cynthia che lui non l'ama più, proprio il giorno del loro anniversario. Arriva, alla Coloc, la proprietaria della villa e madre di Raphël. La donna lo sta cercando, ma lui non vuole più vederla, poiché, in passato, i suoi genitori non lo accettavano.
Cynthia (che è stata lasciata da Mattéo) riesce a scoprire che lui ha un'altra e cioè Eleonore. La ragazza non riesce ad accettarlo, anche quando scopre che i due si sono veramente messi insieme. Melvil, inoltre, confessa ad Alexis che, da quando è arrivato sull'isola, ha sempre cercato di corteggiare Daphné ma dopo lei tradisce Alexis per Melvil, ed Eleonore scopre tutto. Quest'ultimo parte per Parigi per risolvere alcune faccende.
Cynthia alla fine pensa di cambiare vita bruciando tutti i suoi vestiti ma anche questo non serve per far riconquistare Mattéo il quale è invaghito di Eleonore.
In seguito Eléonore scopre cosa c'è tra Daphné e Melvil, allora decide di finirla con Mattéo per stare con Melvil (per paura che Daphné si allontani da Alexis). A quel punto Mattéo, per rivalsa nei confronti di Eléonore, prova a riavvicinarsi a Cynthia, ma quest'ultima rifiuta, consapevole che lui vuole solo far ingelositre Eléonore. Dopo un po', però, Alexis si innamora di Cynthia e lascia Daphné; ella così rivela il suo amore a Melvil. Intanto questi lascia Eléonore per stare con Daphné e i due si fidanzano definitivamente, come anche Cynthia e Alexis.
L'ultima puntata è incentrata sulla chiamata che Alexis riceve dall'ospedale, nella quale è informato che deve recarsi lì per il trapianto di cuore, e sul tentativo dei suoi amici di fargli forza, si conclude la seconda serie.

### Terza stagione
La terza serie in Francia è partita il 23 luglio 2008, mentre in Italia il 27 luglio 2010. Alcuni personaggi delle precedenti stagioni non ci saranno, come Daphné, Cynthia, Sharon e Lenà, ma ne compariranno dei nuovi: Jade (che poi scopriremo chiamarsi Marion), Chris, Soraya, Tony e Richard. Tornerà, nella serie, Victoria. Alexis diventerà un musicista e il padre di Mattéo aprirà un Bar sulla spiaggia, in cui ci lavora un'affascinante e misteriosa ragazza: Soraya.

### Quarta stagione
La quarta stagione è stata trasmessa in Francia nel 2010, mentre in Italia ben tre anni dopo, nella primavera 2013 su La5 con due episodi ogni pomeriggio, abbandonando quindi la classica collocazione estiva e anche l'emittente storica, ovvero Italia 1.
In questa stagione vengono reintrodotti i personaggi di Daphné e Melvil, mentre proseguono le storie di Tony e Chris. Tra i nuovi personaggi troviamo Manon, ragazza omosessuale con la passione per la danza, Max, un vecchio amico di Melvil che però ha sempre qualcosa da nascondere, Lisa, adolescente che vive in un mondo tutto suo e Gabriel, tennista di origine cinese continuamente sottomesso ai progetti che il padre fa per lui.

## La censura
Durante la prima messa in onda della prima stagione nel 2008 su Italia 1 la serie è stata oggetto di pesanti censure rendendo, in molte occasioni, incomprensibili gli episodi:
- Nella puntata andata in onda il 23 luglio 2008 è stata tagliato una scena in cui Victoria propone a Mattéo un ménage à trois col suo amico Baptiste.[1]
- Nella puntata andata in onda il 25 luglio 2008 sono state censurate due scene che mostravano i turbamenti di un ragazzo gay.[2]
- Nella puntata andata in onda il 28 luglio 2008 è stata nuovamente censurata una scena a sfondo omosessuale. I protagonisti sono gli stessi della precedente puntata colpita dalla censura italiana.[3]
- Nella puntata andata in onda il 1º agosto 2008 è stata per l'ennesima volta censurata una scena omosessuale.[4]
- Nella puntata andata in onda il 5 agosto 2008 continua la censura delle scene a sfondo omosessuale.[5]
- Nella puntata andata in onda l'11 agosto 2008, l'ultima della prima stagione, la censura colpisce ancora.[6]
- Anche le stagioni 2 e 3 nel passaggio in chiaro su Italia 1 sono state oggetto di censure e tagli di alcune scene (specie per motivi di tempo). La versione integrale di queste stagioni è andata in onda su Mya.
- A tutte le puntate della quarta stagione che presentavano baci tra Daphne e Manon sono stati applicati vari tagli al fine di "nascondere" le scene incriminate. Ad esempio nella sesta puntata, andata in onda il 3 aprile 2013, è stata completamente tagliata la scena finale che mostrava un bacio tra Daphne e Manon, mentre nell'ottava puntata sono stati tagliati altri baci. Considerando che nella serie le due hanno una relazione divenuta pubblica, tutti i tagli dei baci ne hanno compromesso, ancora una volta, la comprensione.

Fortunatamente, essendo La5 più flessibile per quanto riguarda gli orari, non sono stati fatti tagli per motivi di tempo, cosa oramai di regola per le serie Mediaset che vanno in onda la mattina o il pomeriggio con un doppio episodio. Inoltre, vi è da dire che tutti gli episodi sono comunque andati in onda integralmente sia durante le mini-maratone notturne di Italia 1, sia durante le repliche fatte, anch'esse ogni notte, su La5.

## Episodi
Gli episodi di Summer Dreams sono stati trasmessi in anteprima su Italia 1 (s. 1-2 e prima tv in chiaro s. 3), Mya (repliche s. 1-2 e anteprima s. 3) e poi su La 5 (repliche s. 1-2-3 e anteprima s. 4).
Da notare che la prima e la seconda stagione utilizzano un logo molto diverso da quello originale della serie (come quello nel box di questa voce). Questo logo è stato fornito direttamente dal distributore (France 2) ma tuttavia non rispecchia minimamente l'originale, che verrà mantenuto tale in Italia a partire dalla terza stagione.
| Stagione         | Episodi | Prima TV originale | Prima TV Italia |
| ---------------- | ------- | ------------------ | --------------- |
| Prima stagione   | 26      | 2006               | 2008            |
| Seconda stagione | 26      | 2007               | 2008            |
| Terza stagione   | 26      | 2008               | 2009            |
| Quarta stagione  | 42      | 2010               | 2013 - inedita  |
| Quinta stagione  | 28      | 2011               | inedita         |

## Colonna sonora
Il titolo della canzone che accompagna la sigla di Cœur Océan, in tutte e quattro le stagioni, si intitola Mister Sun.